# GAZ Tigr
Il GAZ Tigr (Tigre in russo) è un Infantry Mobility Vehicle russo.

## Sviluppo
Il Tigr è stato progettato su richiesta degli Emirati Arabi Uniti, che ne hanno finanziato lo sviluppo con 60 milioni di dollari, ed è stato presentato all'International Defence Exhibition del 2001. A fine 2002 due prototipi sono stati consegnati al SOBR e nel 2003 il Ministero degli affari interni ne ha ordinato il primo lotto. La produzione a basso ritmo è partita nel 2004 mentre la produzione in serie è iniziata nel 2007. Il Tigr è entrato in servizio nelle forze terrestri russe nel 2006, ed è stato progettato per sostituire gradualmente e parzialmente il BRDM-2.
Nel 2014 la bielorussa MZKT ha presentato il Lis-PM, una versione basata sul GAZ-233036, di cui la Bielorussia ha acquistato diversi kit da assemblare localmente.

## Versioni

### GAZ-2975
- GAZ-29751: prototipo a 3 porte
- GAZ-29752:prototipo a 5 porte
- GAZ-297533: prototipo a 2 porte

### GAZ-2330
- GAZ-23304: versione a 5 porte
- GAZ-233001/GAZ-233011: versione pick-up non blindata a 4 porte
- GAZ-233002/GAZ-233012: versione pick-up non blindata a 2 porte
- GAZ-233003/GAZ-233013: versione non blindata a 3 porte
- STS GAZ-233014: versione blindata a 3 porte
- GAZ-SP46: versione da parata con tetto rimovibile

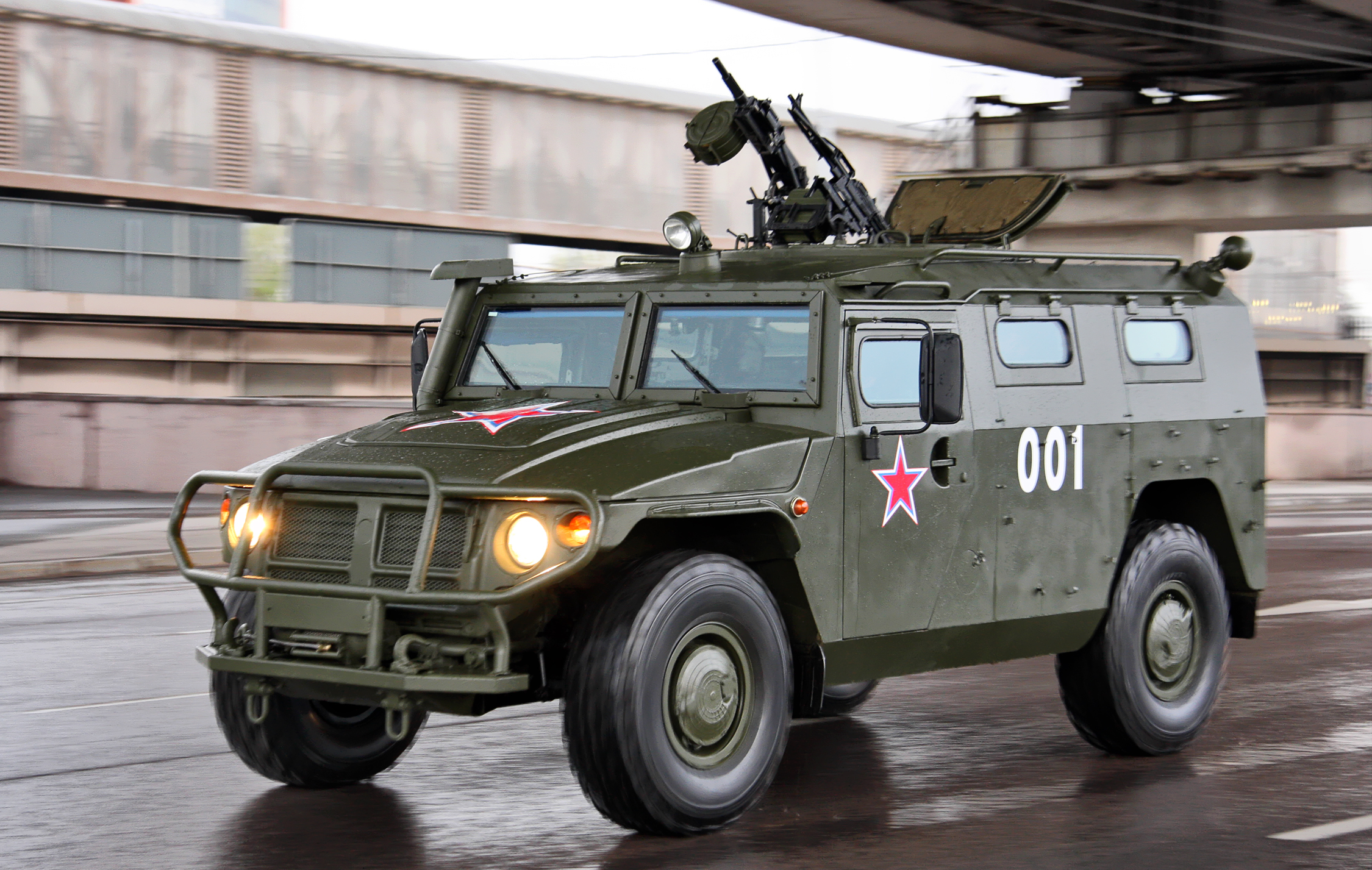
GAZ-233014
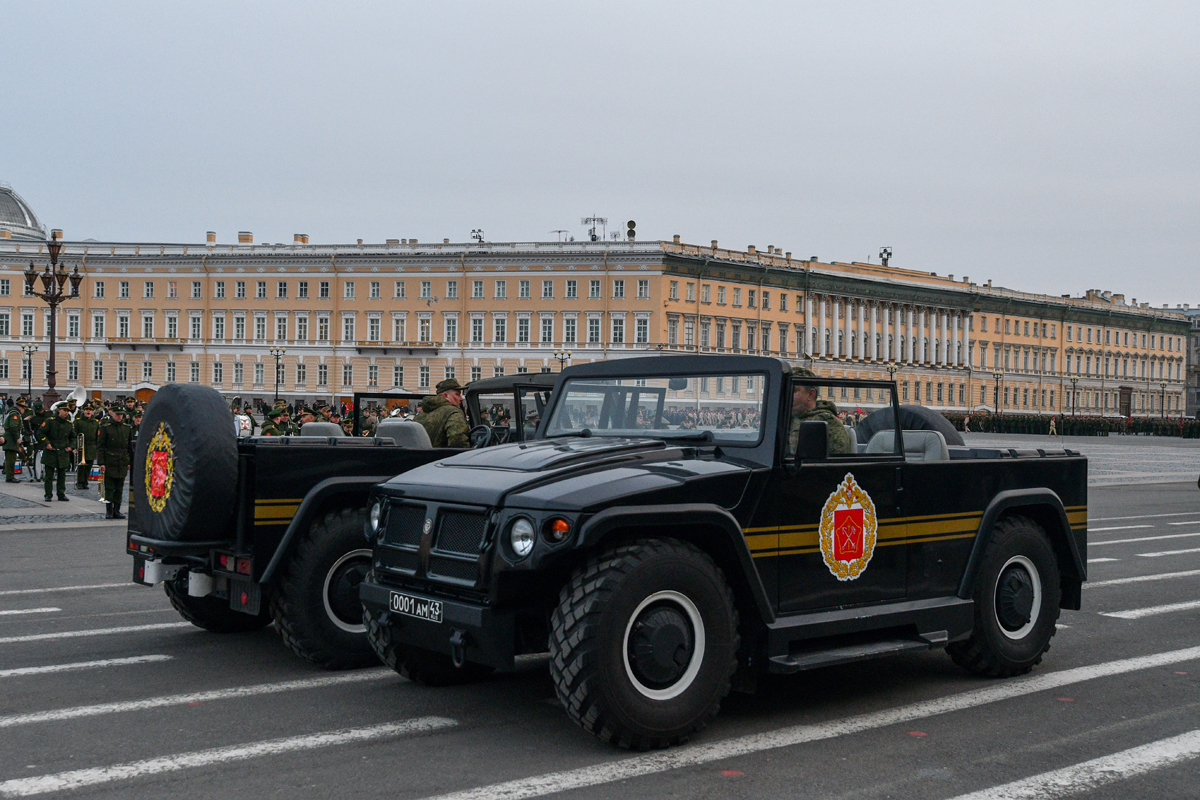
GAZ-SP46

### SPM-1 GAZ-233034
Versione destinata a operazioni di polizia.
- Abaim-Abanat: veicolo d'assalto con una scala
- SBRM: veicolo dotato di strumentazione da ricognizione[7]

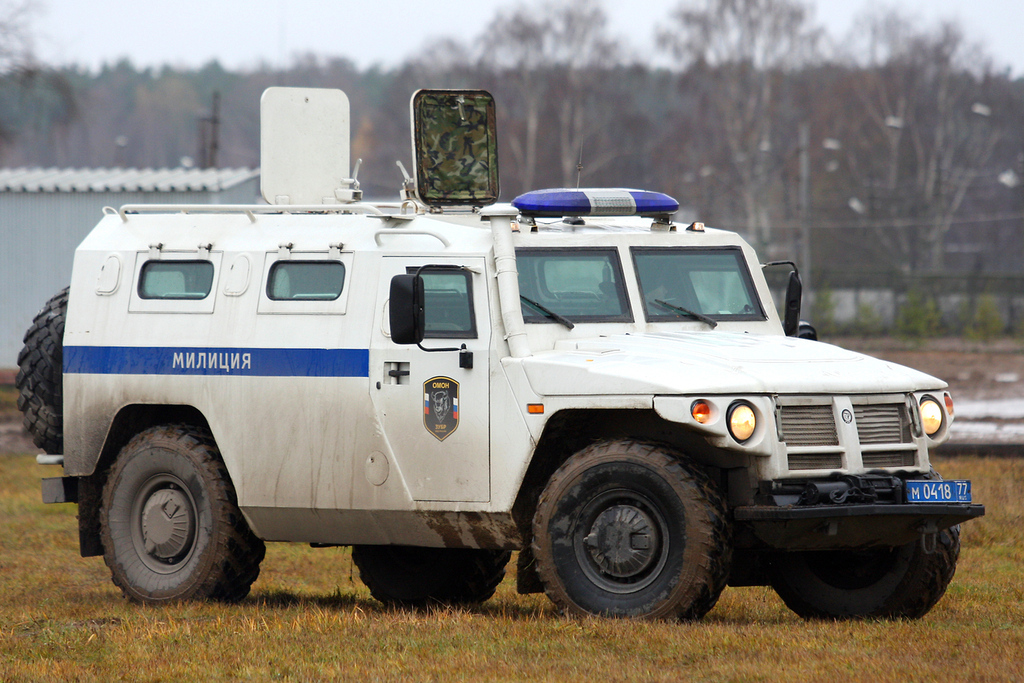
SPM-1
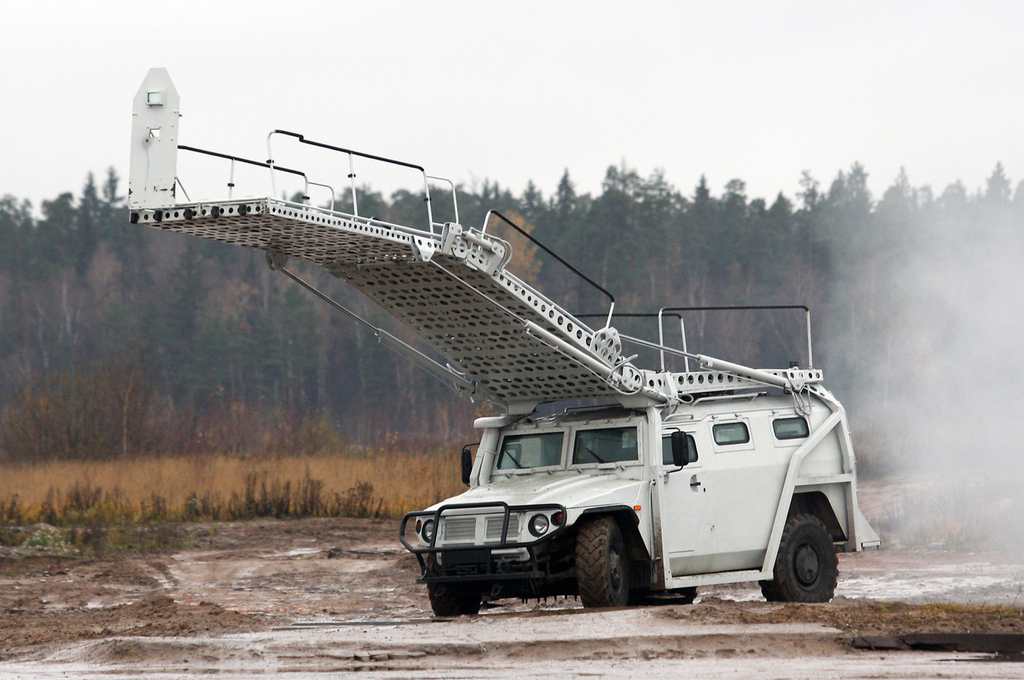
Abaim-Abanat
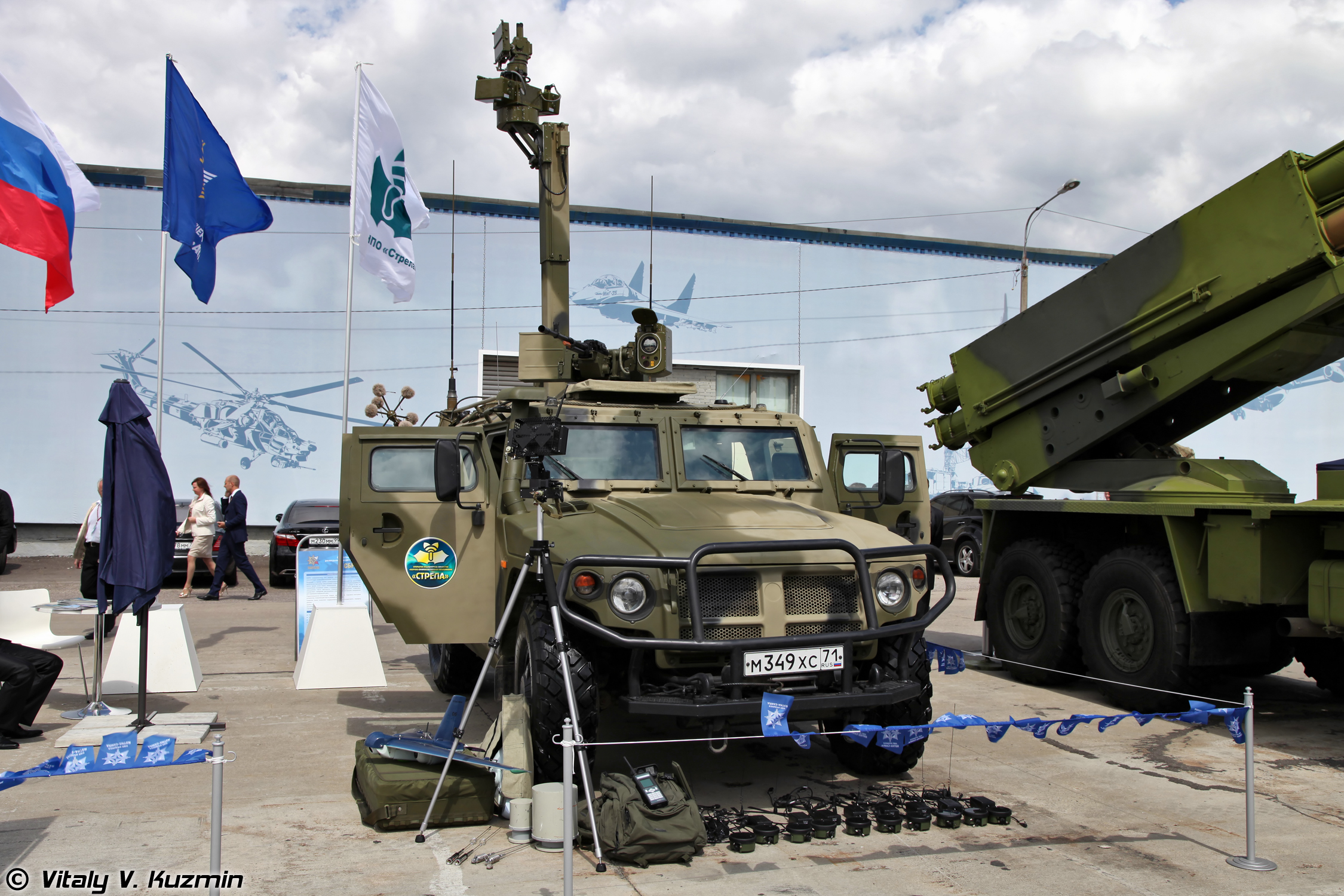
SBRM

### SPM-2 GAZ-233036
Versione destinata a operazioni di polizia con corazzatura aumentata.
- R-145 BMA: posto di comando
- APE-MB: veicolo di comando per le truppe interne del Ministero dell'interno[8]
- P-265: versione dedicata alle comunicazioni
- Tigr-6A: versione da trasporto personale con corazzatura aumentata[9]
- SBM VPK-233136: versione progettata per compiti di polizia con corazzatura equivalente al livello 2 STANAG e due portelli sul tetto[10][11]
- MK-BLA-01: centro di controllo per aeromobili a pilotaggio remoto[12]
- MZ-304: portamortaio con un 2B11 da 120 mm[13]

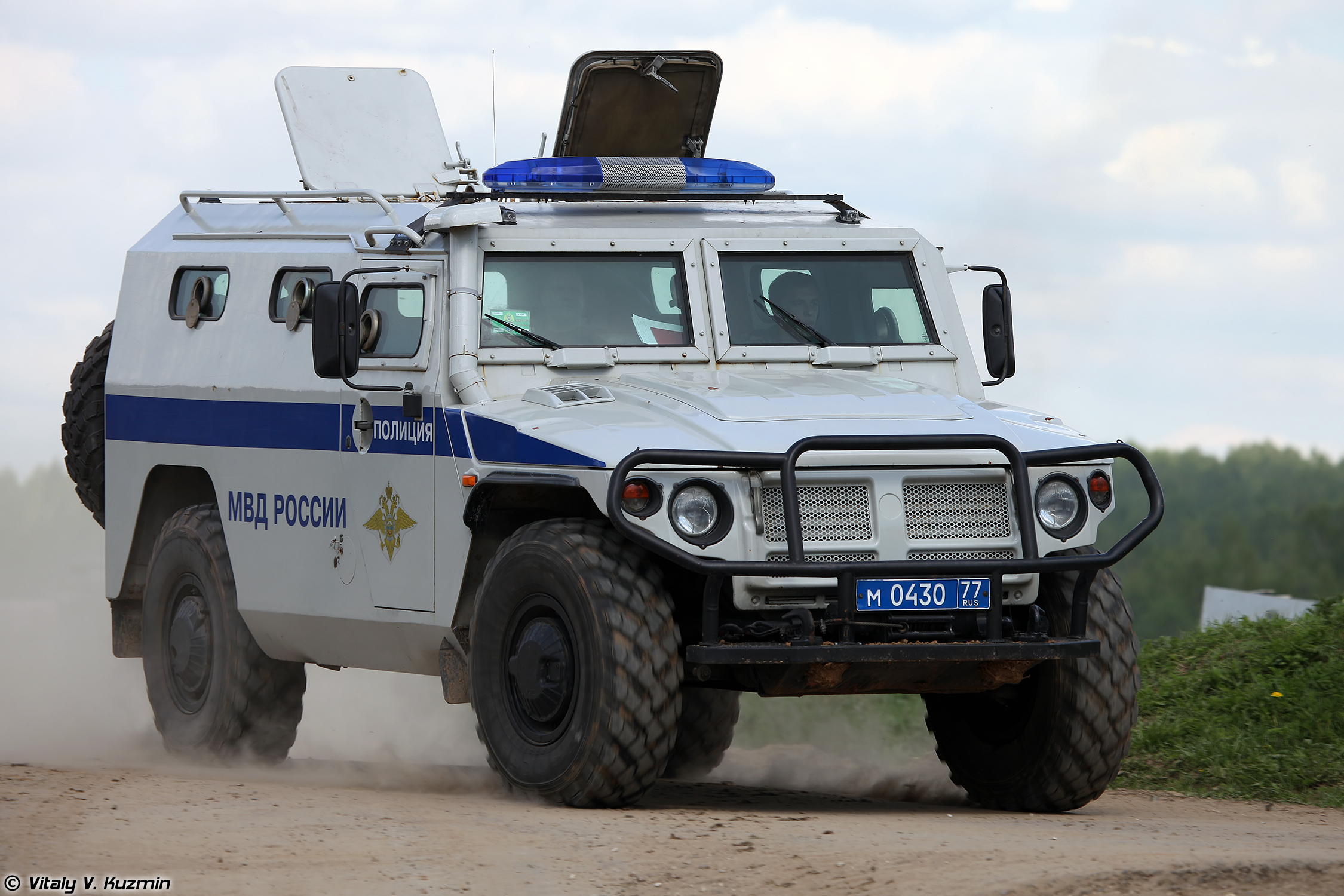
SPM-2
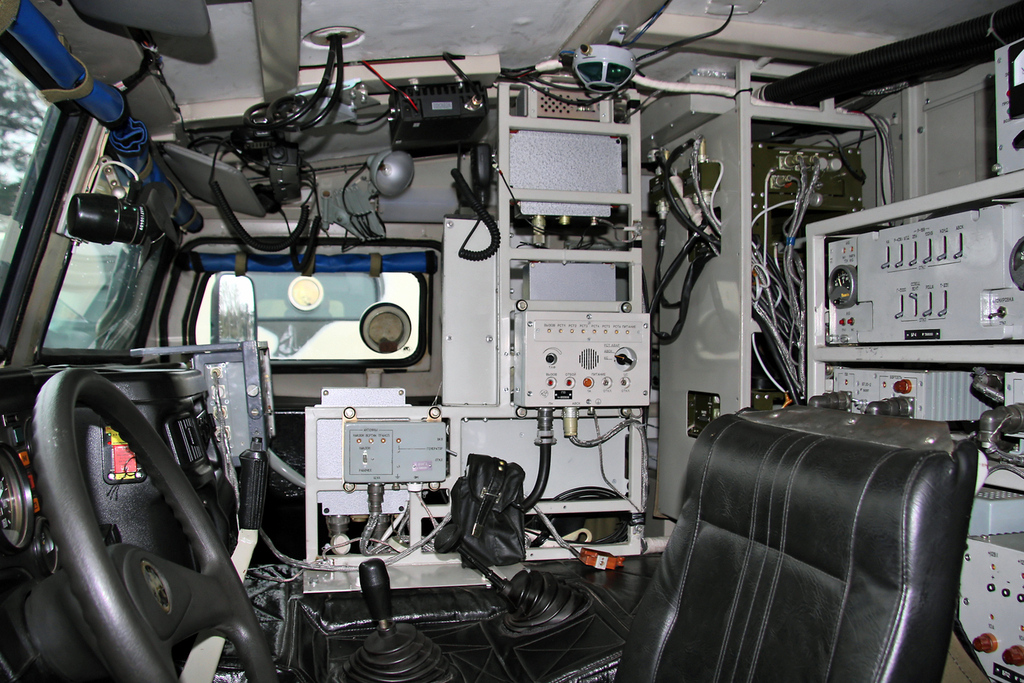
Interni di un R-145 BMA
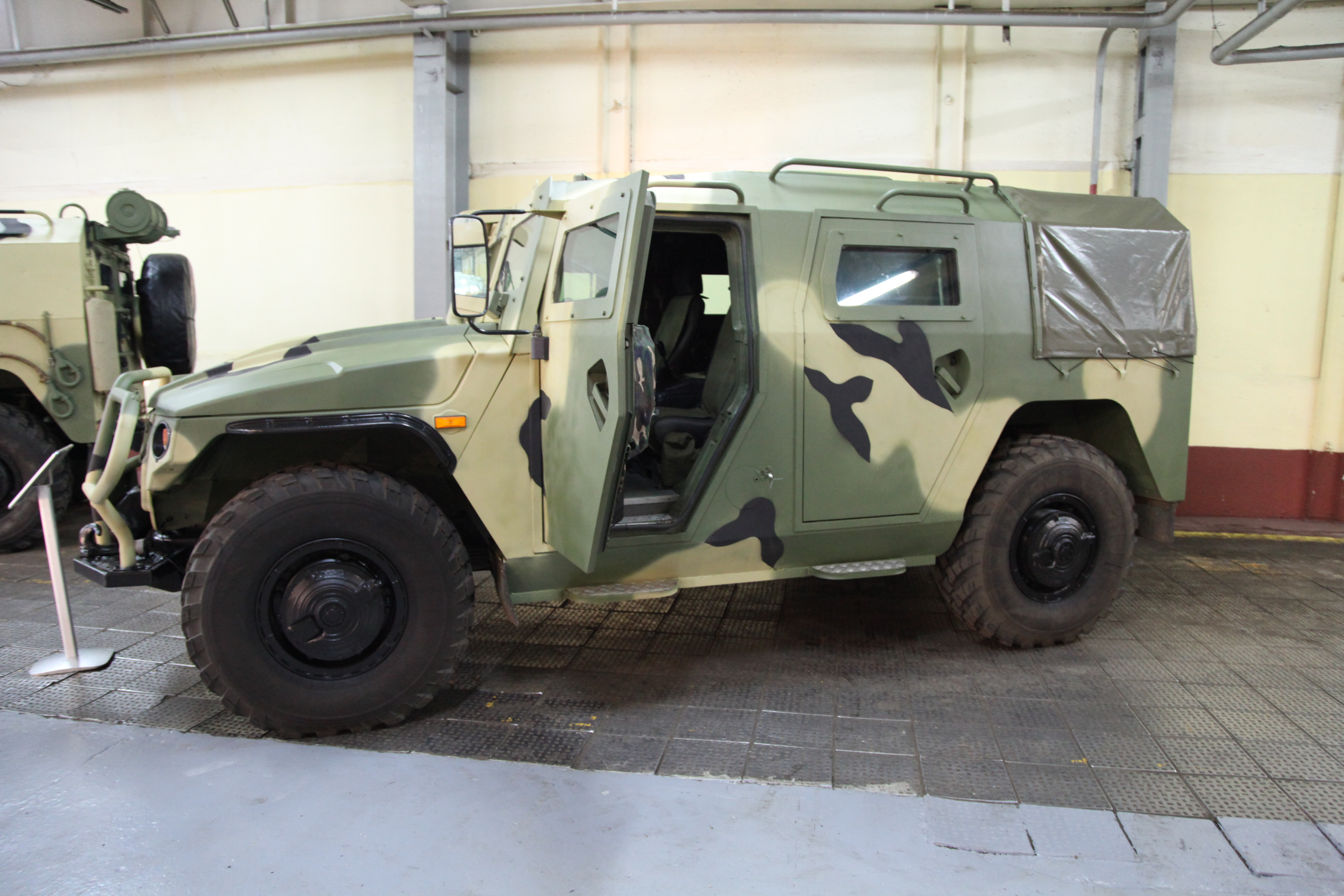
Tigr-6A
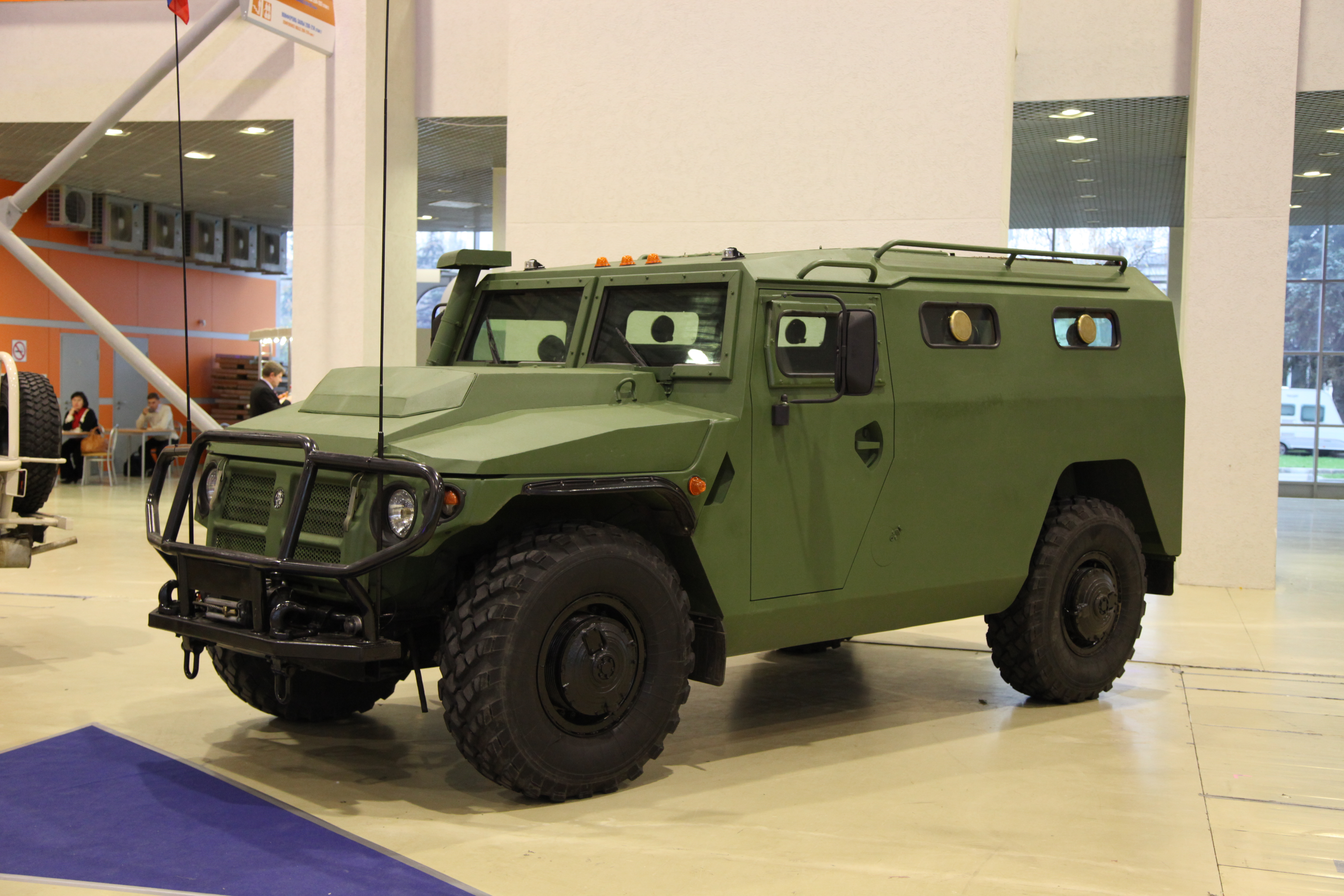
VPK-233136
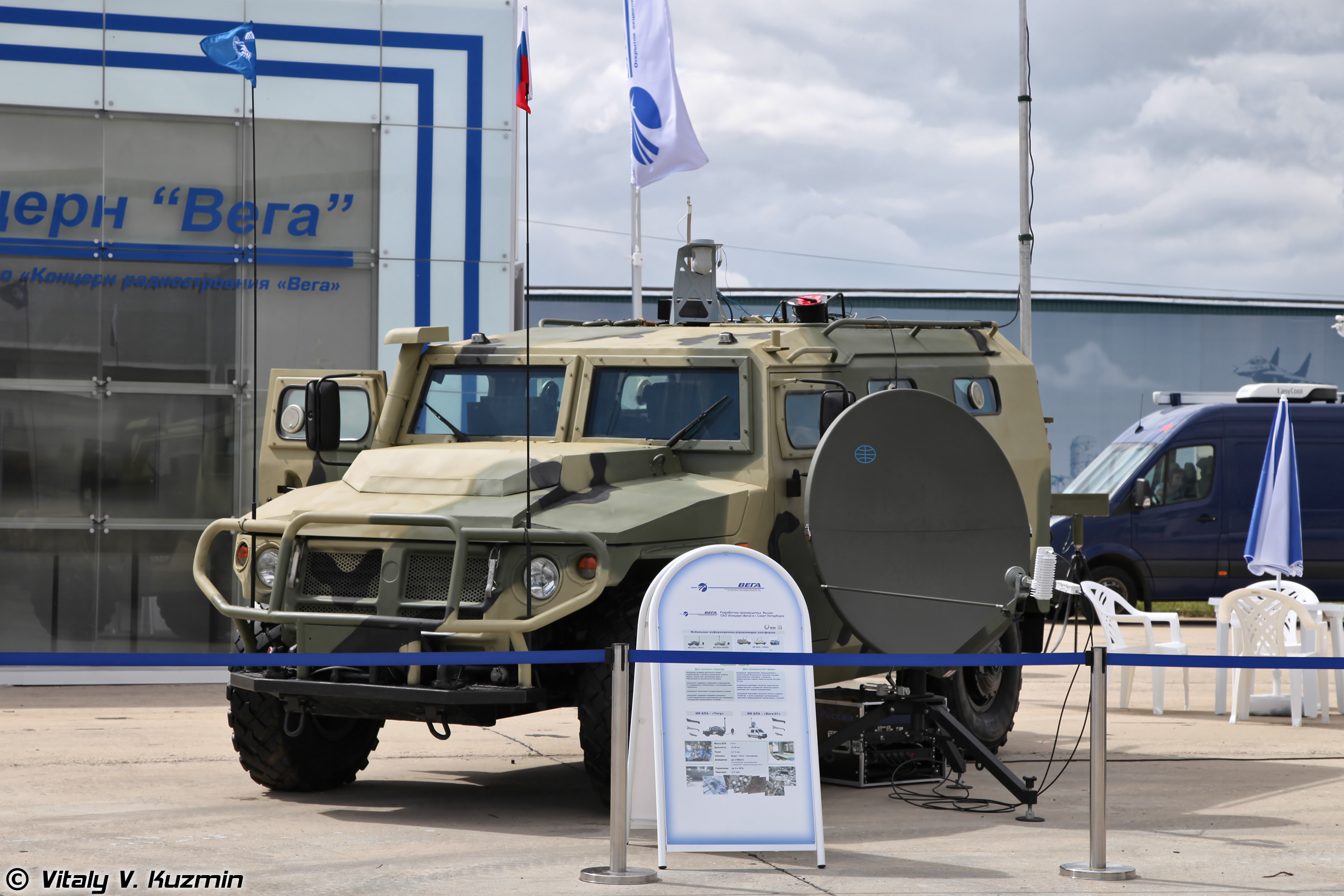
MK-BLA-01

### AMN 233114 'Tigr-M'
Versione con un motore YaMZ 5347-10, cofano modificato e 9 posti.
- Rampa M-T: versione con un radar per l'artiglieria
- MRU: versione d'intelligence con sistemi di monitoraggio del terreno e di trasmissione dati[14]
- Leer-2: versione con apparati da guerra elettronica[15]
- P-230T: versione da comunicazione e controllo
- RKhM-VV: versione da ricognizione CBRN per la Guardia Nazionale della Federazione Russa[16]
- RKhM-8: versione da ricognizione CBRN[17]

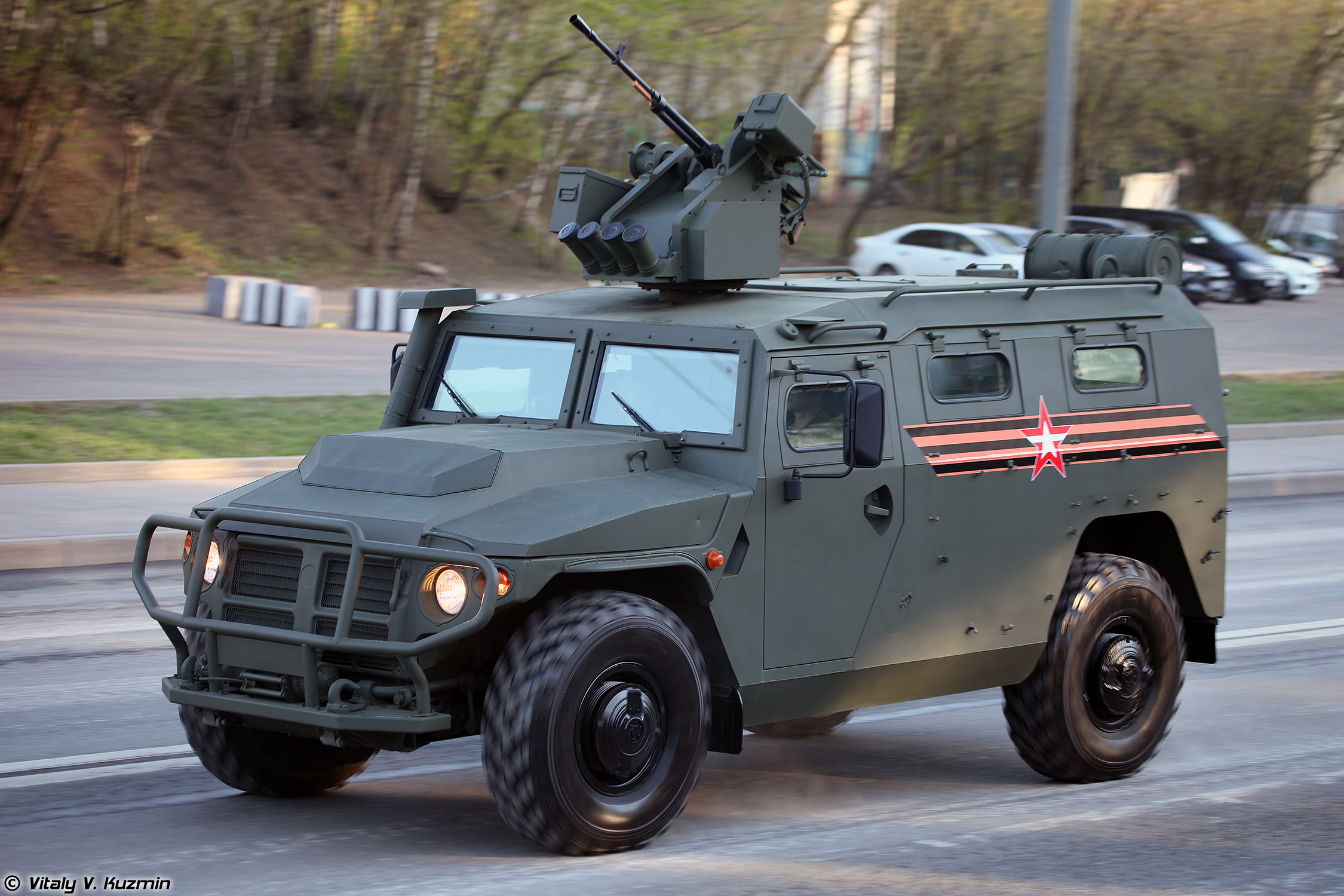
Tigr-M
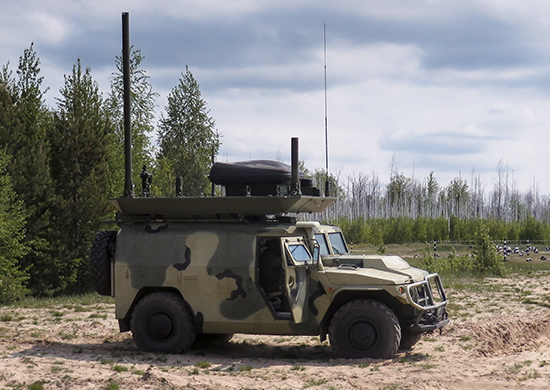
Leer-2
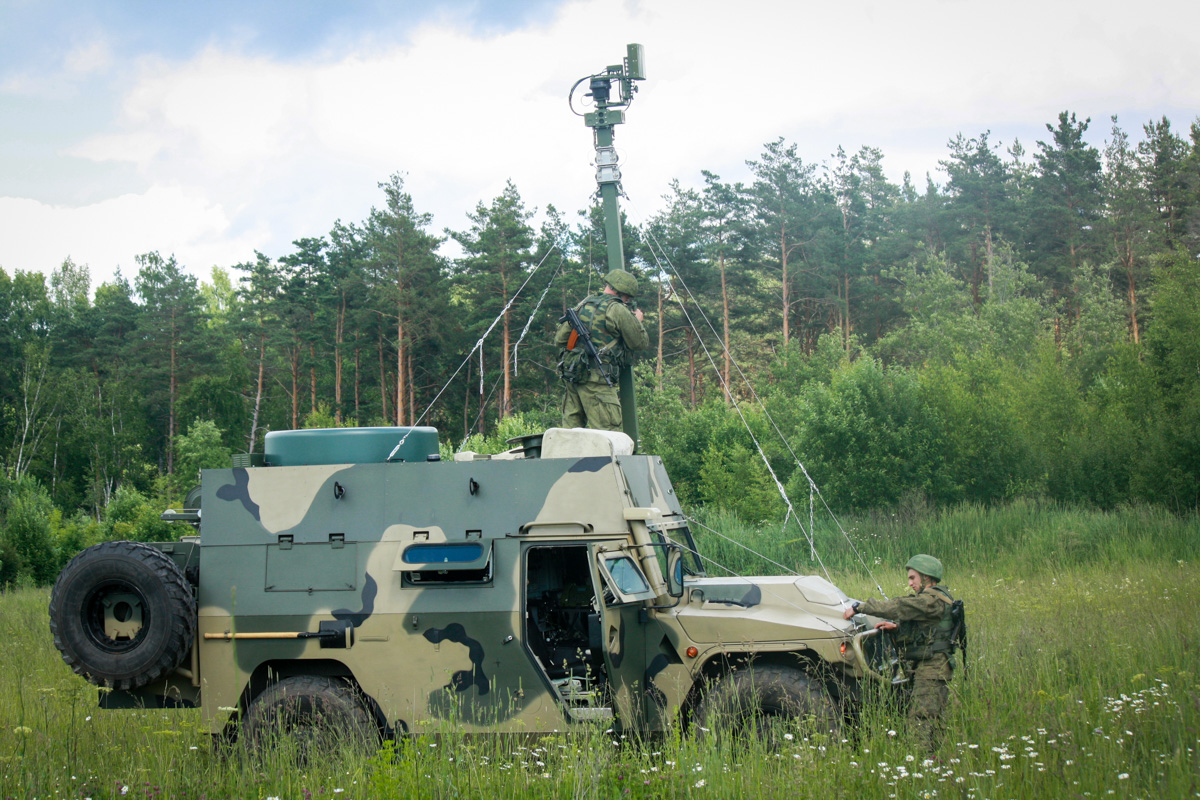
P-230T
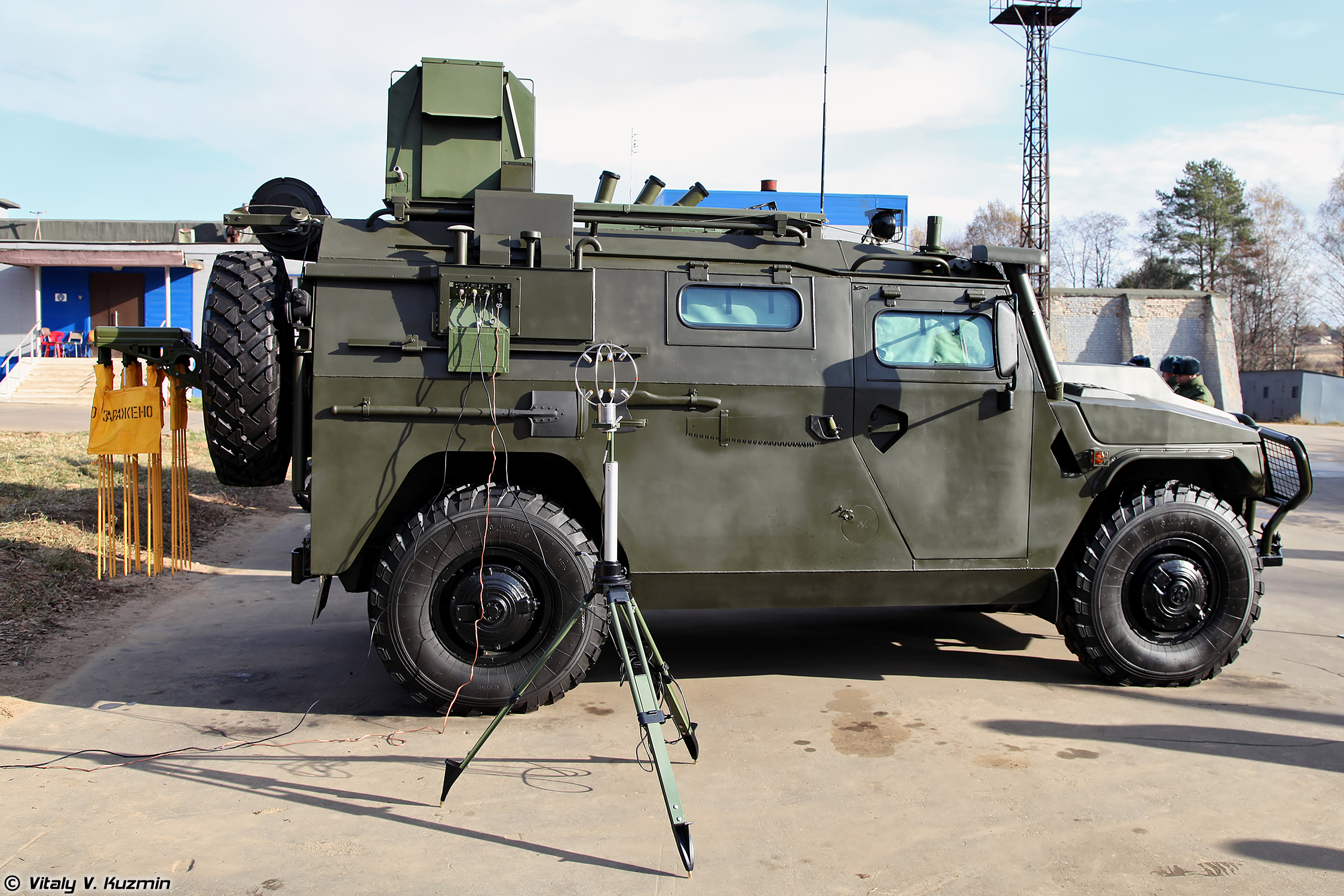
RKhM-VV
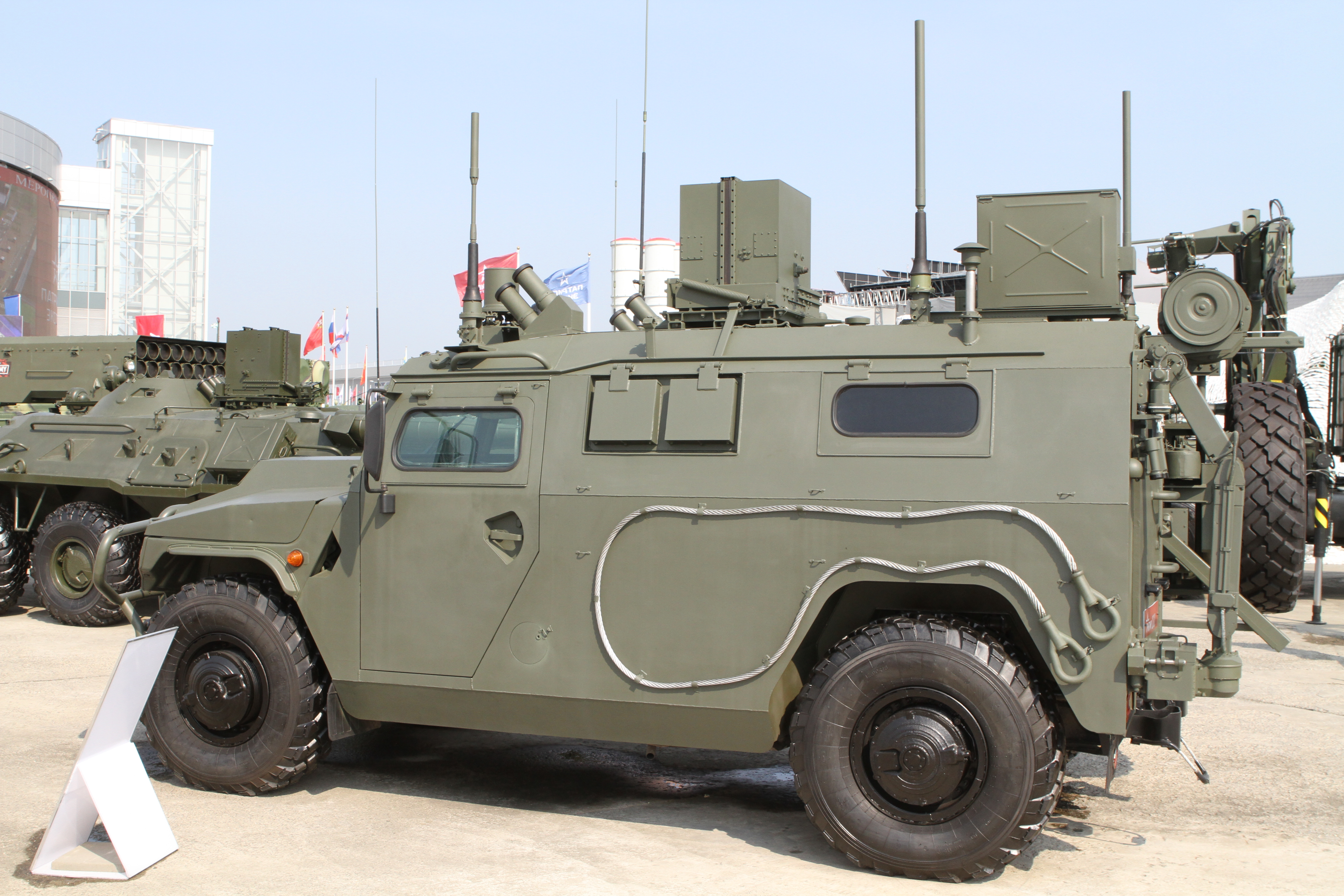
RKhM-8

### ASN 233115 'Tigr-M'
Versione da 6 posti con corazzatura equivalente al livello 1 dello STANAG 4569.
- BRShM: versione da ricognizione e combattimento con cannone 2A72 da 30 mm

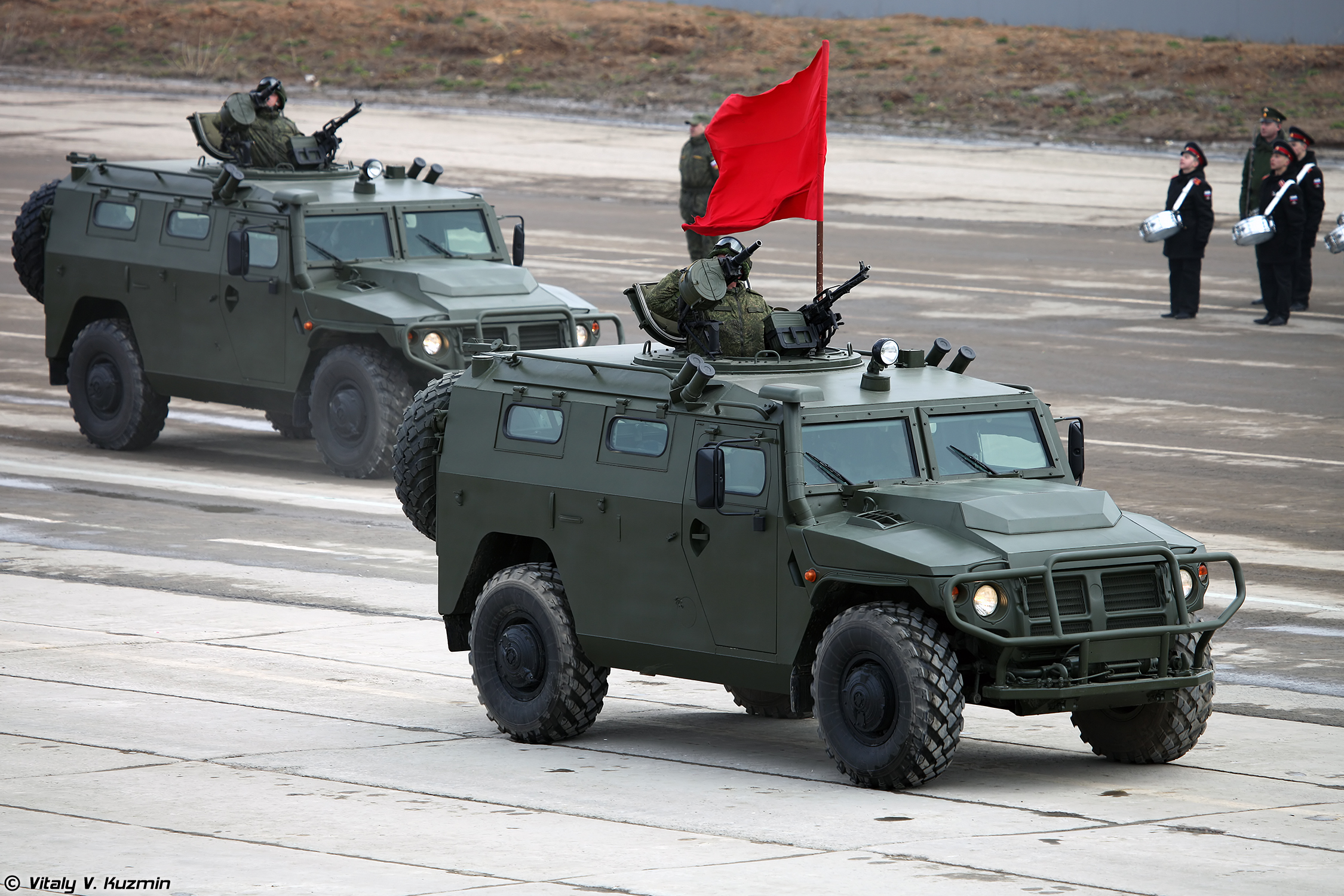
Due ASN 233115
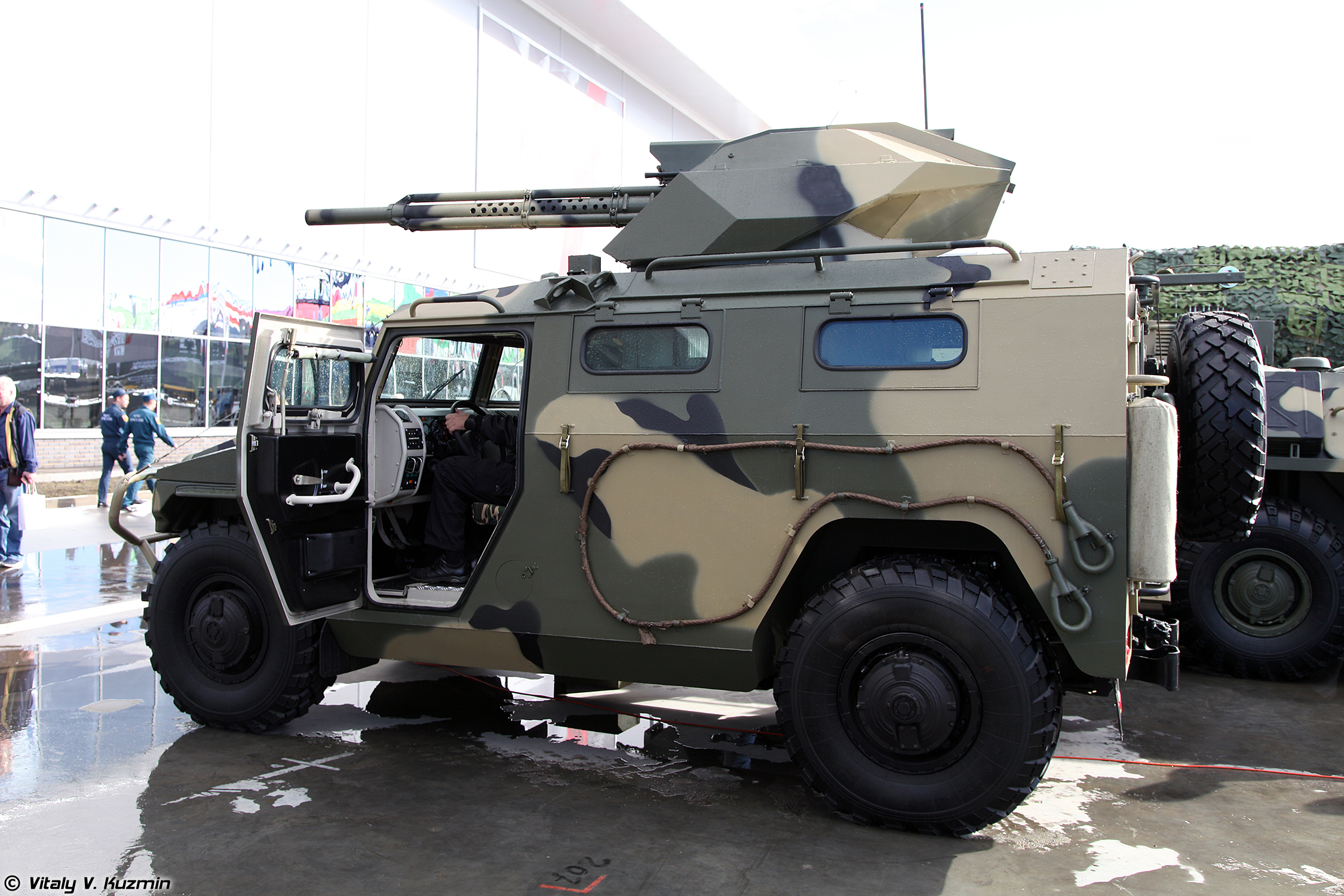
BRShM

### ABSh 233116
- Kornet-D: cacciacarri con 8 missili Kornet-EM
- Gibka-S: versione con il sistema antiaereo a corto raggio Gibka dotato di 4 missili antiaerei Verba o Igla-S[19]

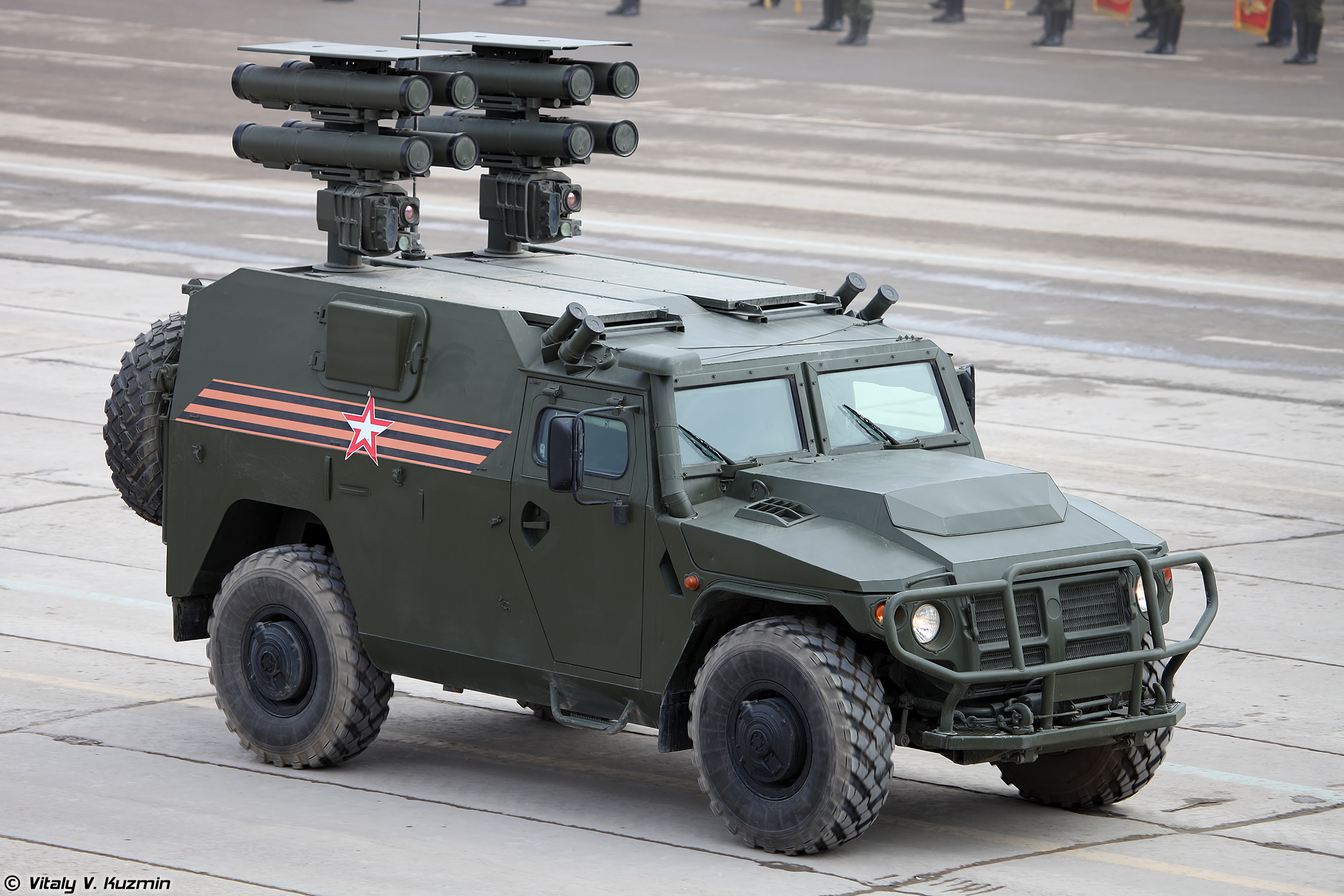
Kornet-D
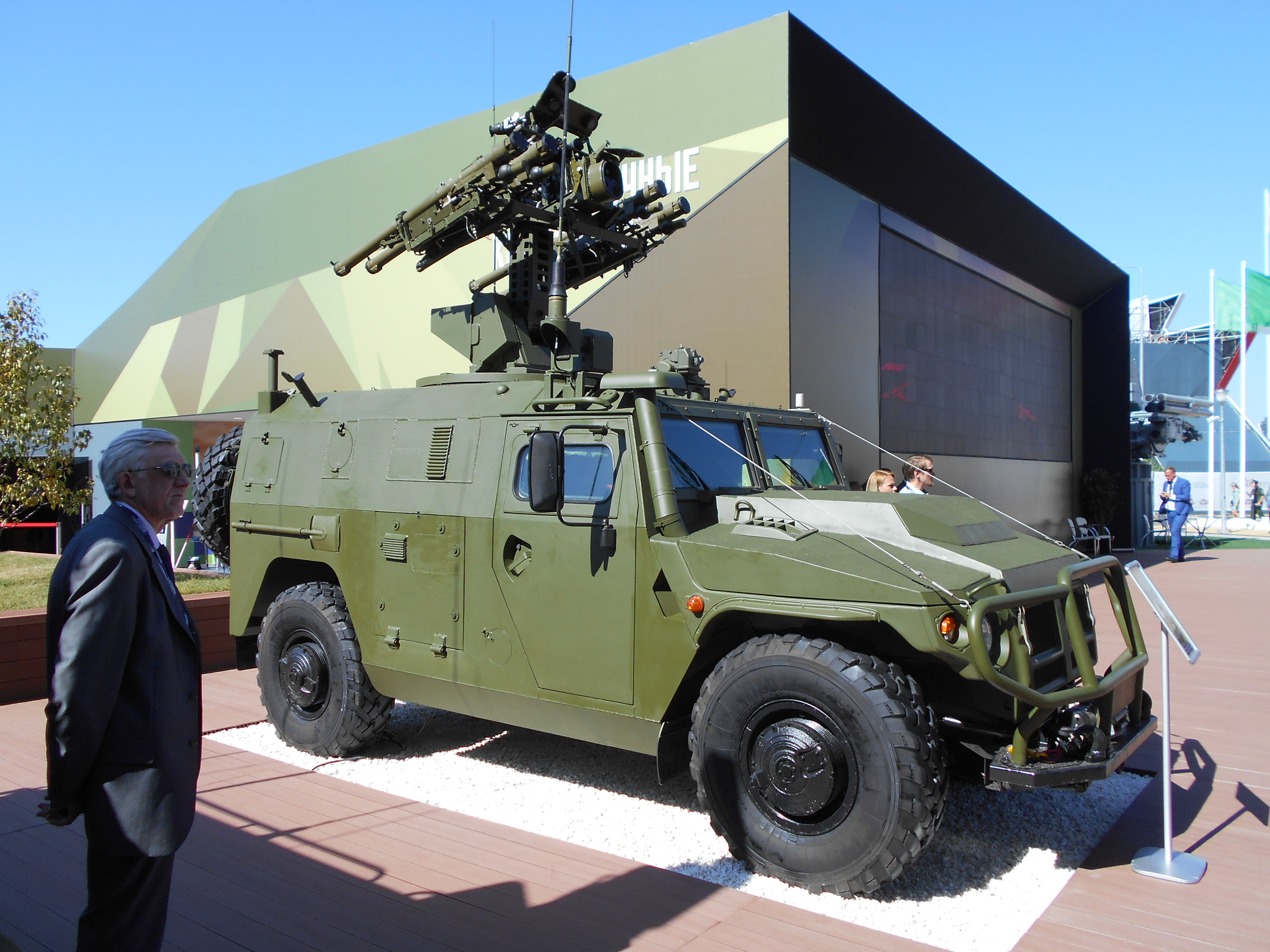
Gibka-S

### AMN 233117 'Tigr-MD'
Versione aviolanciabile per le Vozdušno-desantnye vojska.

### Versioni straniere
- Lis-PM: versione bielorussa del GAZ 233036 con torretta protetta e mitragliatrice NSVT da 12,7 mm[6]

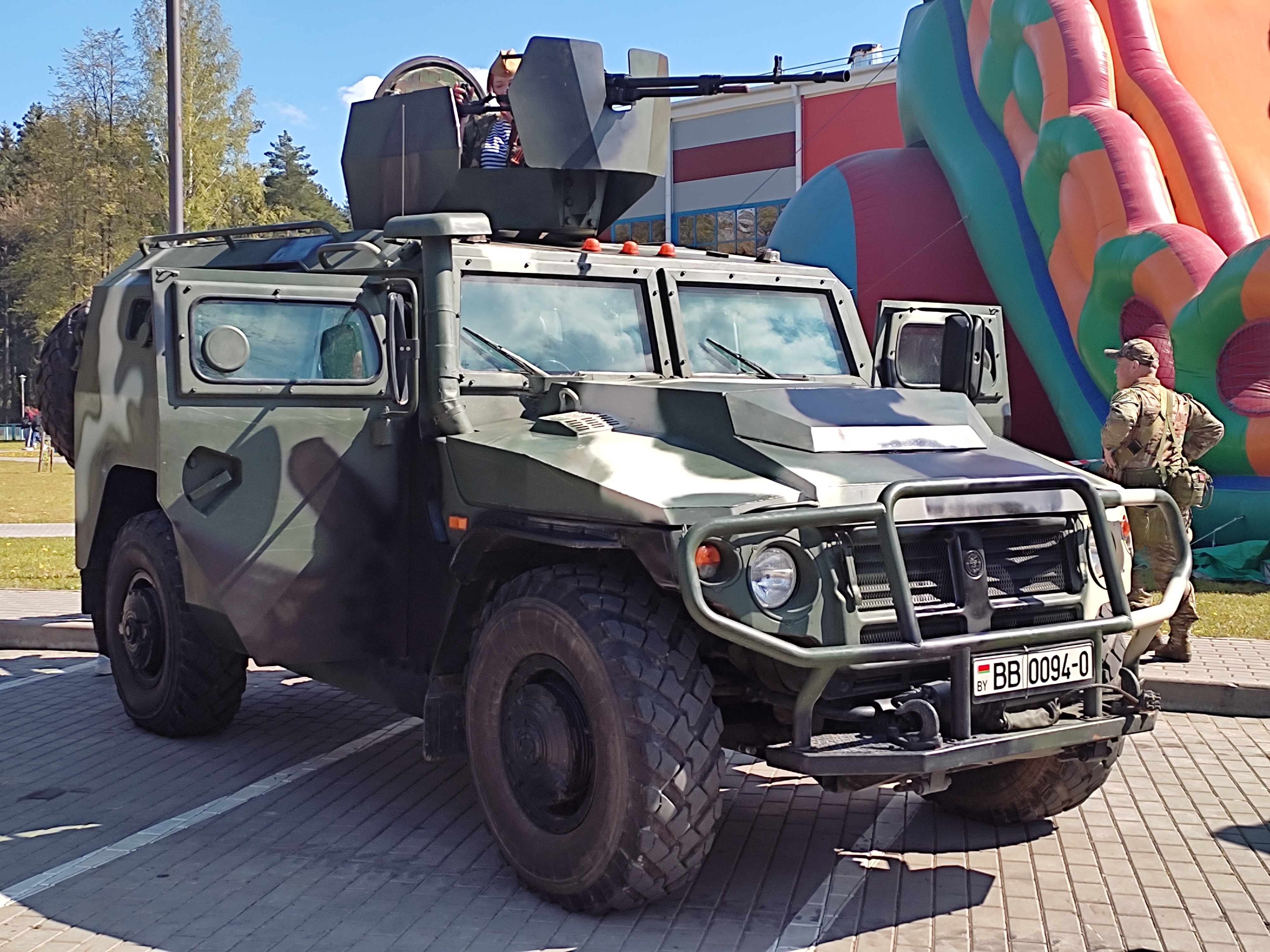
Lis-PM

- YJ2080B: veicolo da ricognizione cinese[20]
- YJ2080C: veicolo corazzato da trasporto truppe cinese[21]
- YJ2080C1: veicolo antisommossa cinese[22]
- YJ2080C2: cacciacarri cinese[23]
- YJ2081A: veicolo di comando cinese[24]
- YJ2081B: veicolo da ricognizione cinese[25]
- YJ2081C: veicolo d'assalto cinese[26]
- YJ2081D: veicolo di supporto cinese[27]
- STREIT Falcon: clone del Tigr-M prodotto da STREIT Group[28]

## Utilizzatori
Algeria
- Esercito popolare nazionale

28 Kornet-D consegnati a partire dal 2016.
 Armenia
- Haykakan banak

 Bielorussia
- Truppe interne

Lis-PM in servizio nelle forze speciali.
 Cina
- Polizia armata del popolo

YJ2080 in servizio dal 2011.
 Guinea
- Garde républicaine

3 acquistati nel 2011.
 Kazakistan
- Forze terrestri della Repubblica del Kazakistan

Circa 130.
 Kirghizistan
- Guardia di Frontiera del Kirghizistan

55 consegnati nel 2022.
 Mongolia
- Polizia nazionale

In servizio nelle unità tattiche.
 Rep. del Congo
- Forces Armées de la République du Congo

Alcuni mostrati a una parata nel 2022.
- Police nationale congolaise

Alcuni GAZ-233036 acquistati nel 2012.
 Russia
- Forze terrestri russe
- Vozdušno-desantnye vojska
- Morskaja pechota[37]
- Guardia Nazionale della Federazione Russa

 Siria
- al-Jaysh al-'Arabi al-Suri

Usato dalle Forze Tigre.
- Guardia repubblicana siriana

 Tagikistan
- Forze terrestri tagike[39]

 Ucraina
- Forze armate dell'Ucraina

Almeno 7 Tigr e 32 Tigr-M catturati durante l'invasione russa del 2022, di cui alcuni immessi in servizio.
 Uruguay
- Polizia nazionale dell'Uruguay

3 consegnati nel 2011 e altri 3 consegnati a dicembre 2016 in servizio nell'Unidad Nacional de Operaciones Especiales. Alcuni ritirati dal servizio per problemi tecnici.
 Uzbekistan
- Esercito dell'Uzbekistan

Diversi GAZ-233136 modificati acquistati nel 2019 per essere destinati alle forze speciali.
- Guardia Nazionale dell'Uzbekistan

Alcuni GAZ-233136 in servizio a partire dal 2019.
 Zambia
- Zambian Army

35 GAZ-233014 consegnati nel 2021.